# ロベルト・ヒメネス
ロベルト・ヒメネス・ガゴ（Roberto Jiménez Gago, 1986年2月10日 - ）は、スペイン・マドリード州フエンラブラダ出身の元サッカー選手。現役時代のポジションはGK。

## 経歴

### アトレティコ・マドリード
アトレティコ・マドリードの下部組織出身であり、2005年にアトレティコ・マドリードBに昇格し、トップチームのゴールキーパーが出場停止処分を受けたり負傷した時だけトップチームに招集された。12月22日、CAオサスナ戦 (1-2) でトップチームデビューしたが、その後は出場機会がなく2007年夏にはセグンダ・ディビシオン（2部）のジムナスティック・タラゴナにレンタル移籍し、レギュラーとして28試合に出場した。同年にはスペインU-21代表に選出された。

### レクレアティーボ
2008年7月5日、アトレティコで余剰戦力となり、フロラン・シナマ＝ポンゴルとのトレードという形でレクレアティーボ・ウェルバに完全移籍した。この契約には買い戻しオプションが付けられた。背番号1番を貰ったが、2008-09シーズンはアシエル・リエスゴからポジションを奪えず、出場した試合はコパ・デル・レイでの1試合にとどまった。

### アトレティコ・マドリード復帰
2009年7月13日、移籍金125万ユーロでアトレティコに復帰し、3年契約を結んだ。アトレティコはレオ・フランコとグレゴリー・クーペというベテラン2人を同時に放出しており、GKの人数不足に陥っていた。2009-10シーズン途中には正GKのセルヒオ・アセンホがFIFA U-20ワールドカップに出場するためにチームを抜け、ロベルトが代役を務めることになった。9月19日、2-5で敗れたFCバルセロナ戦がその初戦となったが、試合開始直後に負傷。復帰した時にはアセンホとバルサ戦に途中出場したダビド・デ・ヘアに次ぐ第3GKに降格していた。
サラゴサへのレンタル移籍
2010年1月26日、レアル・サラゴサにレンタル移籍した。アルゼンチン人のフアン・パブロ・カリーソをベンチに追いやってレギュラーの座を掴むと、リーグ戦では28節以降の全試合にフル出場し、チームをセグンダ・ディビシオン（2部）降格から救った。シーズン終了後にはアトレティコに復帰する意思がないことを表し、サラゴサとSLベンフィカが完全移籍での獲得に興味を示した。

### ベンフィカ
2010年6月25日、移籍金約850万ユーロ（約9億4000万円）でポルトガルのSLベンフィカに移籍した。スーペルタッサ・カンディド・デ・オリベイラのFCポルト戦で公式戦デビューしたが、このデビュー戦から3試合はつまらないミスを繰り返し、3試合で6失点を喫して3連敗した。リーグ3節のヴィトーリア・セトゥーバル戦は先発から外れたが、代わりに出場したジュリオ・セザールが20分にペナルティエリア内でファールを犯して退場処分を受け、ロベルトが急遽途中出場した。出場してすぐにペナルティキックを止め、3-0の勝利に導いた。しかし、それ以降もプレーが安定せずチームはFCポルトに独走を許し2位に終わった。

### サラゴサ
2011年8月1日、以前レンタルで所属していたレアル・サラゴサへ移籍。サラゴサ移籍後はレオ・フランコから定位置を奪うと最後までその座を譲らず全試合に出場。序盤戦は低迷したものの、2012年1月1日にハビエル・アギーレからマヌエル・ヒメネスに監督が交代するとチームは息を吹き返し、終盤戦は好セーブを連発し、残留の立役者となった。

### アトレティコ・マドリード復帰とオリンピアコスへのレンタル
サラゴサの2部降格を受け、2013年7月26日、古巣のアトレティコ・マドリードに復帰。そのままオリンピアコスFCにレンタル移籍することになった。

### オリンピアコス
2014年2月6日、オリンピアコスFCに完全移籍した。

### エスパニョール
2016年6月22日、エスパニョールに移籍した。

### ウェストハム・ユナイテッド
2019年5月31日、ウェストハム・ユナイテッドFCに移籍した。契約期間は2年間。

### アラベス
2020年1月20日、デポルティーボ・アラベスにシーズン終了までのレンタルで移籍した。

### レアル・バリャドリード
2020年8月28日、レアル・バリャドリードに移籍した。契約期間は3年間。

## 個人成績
| クラブ                     | シーズン | リーグ | リーグ | カップ | カップ | リーグカップ | リーグカップ | 欧州カップ | 欧州カップ | 通算 | 通算 |
| クラブ                     | シーズン | 出場   | 得点   | 出場   | 得点   | 出場         | 得点         | 出場       | 得点       | 出場 | 得点 |
| -------------------------- | -------- | ------ | ------ | ------ | ------ | ------------ | ------------ | ---------- | ---------- | ---- | ---- |
| アトレティコ・マドリード   | 2004-05  | 0      | 0      | 0      | 0      | 0            | 0            | 0          | 0          | 0    | 0    |
| アトレティコ・マドリード   | 2005-06  | 1      | 0      | 0      | 0      | 0            | 0            | 0          | 0          | 1    | 0    |
| アトレティコ・マドリード   | 2006-07  | 0      | 0      | 0      | 0      | 0            | 0            | 0          | 0          | 0    | 0    |
| ジムナスティック・タラゴナ | 2007-08  | 28     | 0      | 0      | 0      | 0            | 0            | 0          | 0          | 28   | 0    |
| レクレアティーボ・ウェルバ | 2008-09  | 0      | 0      | 0      | 0      | 0            | 0            | 0          | 0          | 0    | 0    |
| アトレティコ・マドリード   | 2009-10  | 3      | 0      | 0      | 0      | 0            | 0            | 1          | 0          | 4    | 0    |
| レアル・サラゴサ           | 2009-10  | 15     | 0      | 0      | 0      | 0            | 0            | 0          | 0          | 15   | 0    |
| SLベンフィカ               | 2010-11  | 25     | 0      | 0      | 0      | 1            | 0            | 14         | 0          | 40   | 0    |
| レアル・サラゴサ           | 2011-12  | 38     | 0      | 2      | 0      | 0            | 0            | 0          | 0          | 40   | 0    |
| レアル・サラゴサ           | 2012-13  | 33     | 0      | 0      | 0      | 0            | 0            | 0          | 0          | 33   | 0    |
| オリンピアコスFC (loan)    | 2013-14  | 23     | 0      | 0      | 0      | 0            | 0            | 6          | 0          | 29   | 0    |
| オリンピアコスFC           | 2013-14  | 9      | 0      | 0      | 0      | 0            | 0            | 2          | 0          | 11   | 0    |
| オリンピアコスFC           | 2014-15  | 29     | 0      | 3      | 0      | 0            | 0            | 8          | 0          | 40   | 0    |
| オリンピアコスFC           | 2015-16  | 28     | 0      | 0      | 0      | 0            | 0            | 8          | 0          | 36   | 0    |
| RCDエスパニョール          | 2016-17  | 2      | 0      | 0      | 0      | 0            | 0            | 0          | 0          | 2    | 0    |
| 通算                       | 通算     | 232    | 0      | 7      | 0      | 1            | 0            | 39         | 0          | 279  | 0    |

## タイトル

### クラブ
アトレティコ・マドリード
- UEFAヨーロッパリーグ：2009-10

SLベンフィカ
- タッサ・ダ・リーガ：2010-11

オリンピアコスFC
- ギリシャ・スーパーリーグ：2013-14, 2014-15, 2015-16